# ماريكينا
ماريكينا (بالإنجليزية: Marikina) هي مدينة عالية التحضر، تتبع مانيلا (حاضرة)، بلغ عدد سكانها 424٬150  نسمة، في 1 مايو 2010، تبلغ مساحتها 21٫52 كيلومتر مربع، رمزها البريدي هو 1800–1811، و1820.

## الموقع
تشترك في الحدود مع:
- كيزون
- Cainta [الإنجليزية]‏
- أنتيبولو
- باسيج (الفلبين)
- San Mateo, Rizal [الإنجليزية]‏.

## التقسيمات الإدارية
- Barangka [الإنجليزية]‏[8]
- Calumpang, Marikina [الإنجليزية]‏.[8]

## أعلام
- أنغا أغيلار
- مارسيلينو تيودورو
- ماريون أندريس
- سوني بارسونز
- انجيلو رييس